# Стоилко Иванов
Стоилко Николов Иванов с псевдоним Планински (на македонска литературна норма: Стоилко Николов Иванов - Планински) е югославски партизанин и деец на комунистическата съпротива във Вардарска Македония.

## Биография
Роден е на 24 януари 1920 година във велешкото село Ораов дол. През 1941 година става член на МКП и участва в организиране на партизанско движение в Азот. Влиза във Велешко-прилепския народоосвободителен партизански отряд „Димитър Влахов“, където е политически комисар на 3 чета. По-късно е политически комисар на Народоосвободителен батальон „Мирче Ацев“. След това заместник-политически комисар на батальон на първа македонско-косовска ударна бригада и на Велешко-прилепски народоосвободителен партизански отряд „Трайче Петкановски“. Делегат е на Първото заседание на АСНОМ. След това става секретар на Народоосвободителния комитет за Велес. Пише книги за партизанското движение в Македония. Носител на Партизански възпоменателен медал 1941 година. През 1946 година взема участие в Учредително събрание на Социалистическа република Македония. До 1949 година е министър на горите и държавното стопанство, когато е заменен от Васил Георгов.